# Пенн-Стейт-Ері (Пенсільванія)
Пенн-Стейт-Ері (англ. Penn State Erie) — переписна місцевість (CDP) в США, в окрузі Ері штату Пенсільванія. Населення — 1486 осіб (2020).

## Географія
Пенн-Стейт-Ері розташований за координатами 42°7′7″ пн. ш. 79°58′57″ зх. д. / 42.11861° пн. ш. 79.98250° зх. д. (42.118516, -79.982388).  За даними Бюро перепису населення США в 2010 році переписна місцевість мала площу 2,03 км², з яких 2,03 км² — суходіл та 0,00 км² — водойми.

## Демографія
Згідно з переписом 2010 року, у переписній місцевості мешкало 1629 осіб у 4 домогосподарствах у складі 3 родин. Густота населення становила 801 особа/км².  Було 5 помешкань (2/км²).
Расовий склад населення:
| - 90,4 % — білих - 3,3 % — чорних або афроамериканців - 3,3 % — азіатів - 0,1 % — корінних американців |

До двох чи більше рас належало 2,1 %. Частка іспаномовних становила 2,0 % від усіх жителів.
За віковим діапазоном населення розподілялося таким чином: 0,1 % — особи молодші 18 років, 99,6 % — особи у віці 18—64 років, 0,3 % — особи у віці 65 років та старші. Медіана віку мешканця становила 19,8 року. На 100 осіб жіночої статі у переписній місцевості припадало 167,5 чоловіків;  на 100 жінок у віці від 18 років та старших — 167,6 чоловіків також старших 18 років.
Медіана доходів становила 15 000 доларів для чоловіків та 8036 доларів для жінок. 
Цивільне працевлаштоване населення становило 523 особи. Основні галузі зайнятості: освіта, охорона здоров'я та соціальна допомога — 54,5 %, мистецтво, розваги та відпочинок — 19,7 %, роздрібна торгівля — 12,0 %, виробництво — 5,7 %.